# كأس سوريا 2017
كأس سوريا 2017 هو موسم من كأس سوريا. فاز به نادي الوحدة.